# Alexander Herrmann (Koch)

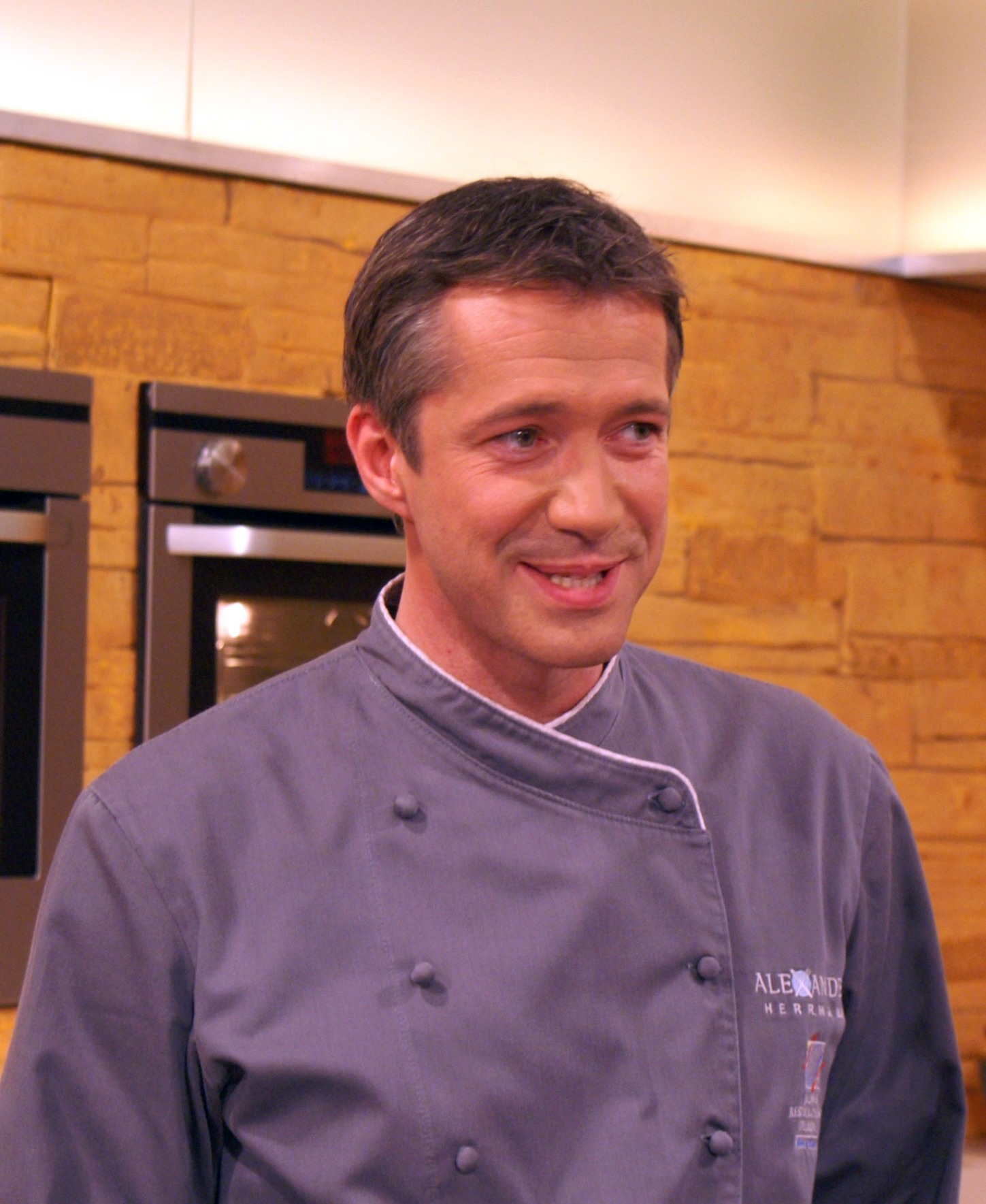
Alexander Herrmann während der Aufzeichnung der Sendung Die Küchenschlacht (Juli 2008)

Alexander Karl Rudolf Herrmann (* 7. Juni 1971 in Kulmbach) ist ein deutscher Koch, Gastronom, Fernsehkoch und Kochbuchautor.

## Leben
Alexander Herrmann wurde als Sohn des Hoteliers Udo Herrmann sowie seiner Frau Sylvia in Kulmbach geboren und wuchs in Wirsberg im Frankenwald auf. Im Alter von neun Jahren verlor er bei einem Autounfall seine Eltern; die Leitung des familieneigenen Hotels übernahmen daraufhin 1981 sein Onkel und seine Tante.
Herrmann besuchte die Hotelfachschule Bavaria Altötting, gefolgt von einer Kochlehre im Gasthaus Rottner bei Stefan Rottner in Nürnberg und Hospitanzen in Belgien und Deutschland. Er absolvierte 1995 die Prüfung zum Küchenmeister als Jahrgangsbester mit Auszeichnung der Bayerischen Staatsregierung.
1996 stieg Herrmann als Küchenchef in Herrmanns Romantik Posthotel in Wirsberg ein, das seit 1869 im Besitz der Familie ist. Er wurde 1997 in den Kreis der Jeunes Restaurateurs d’Europe Sektion Deutschland aufgenommen, deren Präsident er von 2007 bis 2010 war. Sein Hotel hat ein Sternerestaurant, ein Bistro und eine Kochschule.
Seit 2009 betreibt Herrmann das Eventgastronomiezelt Alexander Herrmann Palazzo in Nürnberg. Er machte als Koch u. a. TV-Werbung für diverse Produkte. 2017 eröffnete er zwei Restaurants in Nürnberg, das Gourmetrestaurant Imperial by Alexander Herrmann und im Erdgeschoss desselben Hauses dazu das moderne fränkische Restaurant Fränk’ness. Seit 2018 entwickelt Herrmann eine eigene Produktlinie bei der Lebkuchen-Schmidt GmbH & Co. KG und wirkt darüber hinaus als Markenbotschafter dieses Unternehmens. Seit 2021 ist er auch Markenbotschafter für Kochgeschirr von Fissler. Für den Wahlkampf zur Landtagswahl in Bayern 2023 schrieb er ein Kochbuch für Ministerpräsident Markus Söder. Bei der Wahl zum Bamberger Oberbürgermeister 2026 erklärte er in einer Videobotschaft seine Unterstützung für den sozialdemokratischen Kandidaten Sebastian Niedermaier.
Alexander Herrmann ist in dritter Ehe verheiratet. Er ist Vater zweier Kinder, die aus seiner ersten Ehe stammen.

## Auszeichnungen
Ab 2008 war das Restaurant Alexander Herrmann mit einem Michelinstern ausgezeichnet, ab 2019 mit zwei Michelinsternen. Im April 2023 wurde es in AURA by Alexander Herrmann & Tobias Bätz umbenannt.

## Fernsehauftritte
- 1997–2004: Kochduell (Stammcrew), VOX
- 2003–2006: Koch doch (Moderator), BR Fernsehen
- 2006: Olympia al dente (Moderator und Koch), Das Erste
- 2006–2008: Kerners Köche (Stammcrew), ZDF
- 2007–2013: Die Küchenschlacht (Moderator und Juror), ZDF
- 2008–2012: Lanz kocht! (Stammcrew), ZDF
- seit 2013: The Taste (Juror und Coach), Sat.1
- 2014–2015: Topfgeldjäger (Moderator), ZDF
- seit 2014: Der Quiz-Champion (Experte), ZDF
- seit 2015: Aufgegabelt (Koch und Moderator), BR Fernsehen
- 2016: Kampf der Köche (Moderator), Sat.1
- 2016: Verstehen Sie Spaß? (Teilnehmer), Das Erste
- 2016–2019: Stadt, Land, Lecker (Koch), ZDF
- 2016, 2021: Kitchen Impossible (Teilnehmer als Gegner von Tim Mälzer bzw. von diesem und Tim Raue), VOX
- 2019: Bayerns beste Witze (Moderator), BR Fernsehen
- 2020: 5 Gold Rings (Teilnehmer Promi-Special), Sat.1
- 2020: Buchstaben Battle (Teilnehmer), Sat.1
- 2021: Grill den Henssler (Kochcoach), VOX
- 2021: Schlag den Star (Kandidat gegen Ruth Moschner), ProSieben
- 2021: Denn sie wissen nicht, was passiert! (Teilnehmer), RTL
- 2022: Kühlschrank öffne dich, Sat.1
- seit 2022: Chefkoch TV – Lecker muss nicht teuer sein, RTL (Moderator)

## Wirken im Radio
- 2004–2016: Jeden Donnerstag eigene Kochshow auf Bayern 1
- Seit 2017: Jeden Samstag bei Langer Samstag. Ab ins Wochenende auf Bayern 1[9]

## Werke (Auswahl)
- Koch doch. Zabert Sandmann, München
  - Bd. 1, 2006, ISBN 3-89883-076-4.
  - Bd. 2, 2006, ISBN 3-89883-132-9.
  - Bd. 3, 2007, ISBN 978-3-89883-160-4.
- Küchen IQ. Collection Rolf Heyne, München
  - Bd. 1: Basis, 2010, ISBN 978-3-89910-473-8.
  - Bd. 2: Menü, 2011, ISBN 978-3-89910-484-4.
  - Bd. 3: Anlass, 2012, ISBN 978-3-89910-485-1.
- Geschmacksgeheimnisse. DK Verlag, München 2016, ISBN 978-3-8310-3151-1.
- Schnell mal was Gutes. DK Verklag, München 2018, ISBN 978-3-8310-3450-5.
- mit Andreas Hock: … und eine Prise Wahnsinn. Plassen Verlag, Kulmbach 2020, ISBN 978-3-86470-702-5.